# George Worth
George Worth (węg. György Woittitz, ur. 1 kwietnia 1915 w Budapeszcie, zm. 15 stycznia 2006 w Orangeburgu) – amerykański szablista pochodzenia węgierskiego, brązowy medalista olimpijski.
Urodził się w Budapeszcie, w rodzinie pochodzenia żydowskiego. W związku z sytuacją polityczną w Europie w 1937 roku podjął decyzję o emigracji do USA. Najpierw trafił na Kubę, gdzie spędził dwa lata. Trenował tam między innymi z mistrzem olimpijskim Ramónem Fonstem. Do USA przybył w 1940, a cztery lata później uzyskał obywatelstwo. Wstąpił do United States Army i walczył w II wojnie światowej, między innymi w ofensywie w Ardenach. Kilkukrotnie odznaczony Brązową Gwiazdą.
Na igrzyskach olimpijskich w Londynie w 1948 roku Amerykanie w składzie: Norman Cohn-Armitage, George Worth, Tibor Nyilas, Dean Cetrulo, Miguel de Capriles i James Flynn wywalczyli drużynowo brązowy medal. W zawodach indywidualnych zajął piąte miejsce, wygrywając w rundzie finałowej dwa z siedmiu pojedynków. Na rozgrywanych cztery lata później igrzyskach olimpijskich w Helsinkach w 1952 roku był czwarty drużynowo, a indywidualnie dotarł do ćwierćfinałów. Następnie wystąpił na igrzyskach olimpijskich w Melbourne w 1956 roku, gdzie indywidualnie odpadł w półfinałach, a drużynowo był piąty Brał też udział w igrzyskach olimpijskich w Rzymie w 1960 roku, zajmując drużynowo czwarte miejsce.
Nie zdobył medalu mistrzostw świata. Zdobył pięć medali igrzysk panamerykańskich: złoty drużynowo i srebrny indywidualnie na IA w Buenos Aires (1951), złoty drużynowo i srebrny indywidualnie na IA w Meksyku (1955) oraz kolejny złoty drużynowo na IA w Chicago (1959)